# HD 103197
HD 103197 é uma estrela na constelação de Centaurus. Tem uma magnitude aparente visual de 9,39, sendo invisível a olho nu. Com base em dados de paralaxe, do segundo lançamento do catálogo Gaia, está localizada a uma distância de 186,7 anos-luz (47,2 parsecs) da Terra.
Esta é uma estrela de classe K da sequência principal (anã laranja) com um tipo espectral de K1V(p), em que a notação 'p' indica peculiaridades no espectro. Em particular, as linhas de cálcio ionizado (Ca II) H e K (centradas em 3968,5 Å e 3933,7 Å) são anormalmente fracas, o que é um sinal do baixo nível de atividade cromosférica da estrela. HD 103197 é menor e menos brilhante que o Sol, com cerca de 91% da massa solar, 84% do raio solar e 48% da luminosidade solar. Sua fotosfera tem uma temperatura efetiva de cerca de 5 240 K. A estrela tem uma metalicidade superior à solar, com uma concentração de ferro equivalente a 162% da solar, e está rotacionando lentamente com um período estimado de 51 dias.
Em 2011, foi publicada a descoberta de um planeta extrassolar orbitando HD 103197, detectado pelo método da velocidade radial a partir de observações com o espectrógrafo HARPS. Esse planeta tem uma massa mínima de 31,2 vezes a massa da Terra (1,8 vezes a massa de Netuno), tendo provavelmente uma composição intermediária entre os gigantes de gelo (como Netuno) e os gigantes gasosos (como Júpiter). Sua órbita ao redor da estrela é aproximadamente circular e tem um período de 47,8 dias e um semieixo maior de 0,25 UA.
| Planeta | Massa          | Semieixo maior (UA) | Período orbital (dias) | Excentricidade |
| ------- | -------------- | ------------------- | ---------------------- | -------------- |
| b       | >31,2 ± 2,0 M⊕ | 0,249 ± 0,004       | 47,84 ± 0,03           | 0,0            |